# Diocesi di Talattula
La diocesi di Talattula (in latino Dioecesis Talaptulensis) è una sede soppressa e sede titolare della Chiesa cattolica.

## Storia
Talattula, nell'odierna Tunisia, è un'antica sede episcopale della provincia romana di Bizacena.
Unico vescovo attribuibile con certezza a questa diocesi africana è Vinitore, il cui nome figura al 103º posto nella lista dei vescovi della Bizacena convocati a Cartagine dal re vandalo Unerico nel 484; Vinitore, come tutti gli altri vescovi cattolici africani, fu condannato all'esilio.
I vescovi Daziano e Stefano, episcopi Teleptensis, attribuiti a questa sede da alcuni autori (Morcelli e Toulotte), appartengono invece alla diocesi di Telepte.
Dal 1933 Talattula è annoverata tra le sedi vescovili titolari della Chiesa cattolica; dal 4 ottobre 2007 il vescovo titolare è Terence John Gerard Brady, già vescovo ausiliare di Sydney.

## Cronotassi

### Vescovi residenti
- Vinitore † (menzionato nel 484)

### Vescovi titolari
- Thomas Lawrence Noa † (5 gennaio 1968 - 31 dicembre 1970 dimesso)
- Boniface Nyema Dalieh † (17 dicembre 1973 - 19 dicembre 1981 nominato vescovo di Capo Palmas)
- Maurice Couture, R.S.V. † (17 luglio 1982 - 1º dicembre 1988 nominato vescovo di Baie-Comeau)
- Clément Fecteau † (17 giugno 1989 - 10 maggio 1996 nominato vescovo di Sainte-Anne-de-la-Pocatière)
- Jesse Eugenio Mercado (25 febbraio 1997 - 7 dicembre 2002 nominato vescovo di Parañaque)
- Isabelo Caiban Abarquez (27 dicembre 2002 - 5 gennaio 2007 nominato vescovo di Calbayog)
- Terence John Gerard Brady, dal 4 ottobre 2007